# Acacia (film)
Acacia (아카시아) è un film del 2003 diretto da Park Ki-hyeong.

## Trama
Mi-sook e suo marito cercano di avere un bambino, ma i loro sforzi si rivelano fallimentari. Decidono poi di adottare un bambino, anche se Mi-sook era contraria in un primo momento. Durante la visita all'orfanotrofio, Mi-sook nota un dipinto da cui è attratta e si convince ad adottare Jin-sung, il bambino che ha disegnato il dipinto. La nuova famiglia va d'accordo, ma le cose cambiano dopo che Mi-sook rimane incinta e dà alla luce una bambina. Jin-sung comincia a sentirsi alienato dalla sua famiglia e diventa ossessionato da un albero di acacia nel giardino di casa.